# Amnesia (película de 2015)
Amnesia es una película dramática franco-suiza de 2015 dirigida por Barbet Schroeder. fue seleccionada para la sección de proyecciones especiales del Festival Internacional de Cine de Cannes de 2015.

## Argumento
Jo es un compositor de música de veinticinco años. Viene de Berlín y quiere ser parte de la naciente revolución de la música electrónica, y como sueño conseguir un trabajo como DJ en la nueva discoteca de Ibizaː Amnesia. Martha lleva cuarenta años viviendo sola en su casa frente al mar. Una noche, Jo llama a su puerta. Su soledad lo intriga. Se hacen amigos a pesar de que los misterios a su alrededor se acumulan: ese violonchelo en el rincón que se niega a tocar, el idioma alemán que se niega a hablar... Poco a poco, entran en una relación que los desafiará y cambiará a ambos.
- Marthe Keller como Martha
- Max Riemelt como Jo
- Bruno Ganz
- Corinna Kirchhoff
- Rick Zingale
- Fèlix Pons
- Fermí Reixach
- Lluís Altés